# Lobelville
Lobelville es una ciudad ubicada en el condado de Perry en el estado estadounidense de Tennessee. En el Censo de 2010 tenía una población de 897 habitantes y una densidad poblacional de 88,31 personas por km².

## Geografía
Lobelville se encuentra ubicada en las coordenadas 35°45′5″N 87°47′50″O / 35.75139, -87.79722. Según la Oficina del Censo de los Estados Unidos, Lobelville tiene una superficie total de 10.16 km², de la cual 10.14 km² corresponden a tierra firme y (0.2%) 0.02 km² es agua.

## Demografía
Según el censo de 2010, había 897 personas residiendo en Lobelville. La densidad de población era de 88,31 hab./km². De los 897 habitantes, Lobelville estaba compuesto por el 96.43% blancos, el 0.22% eran afroamericanos, el 1.11% eran amerindios, el 0.11% eran asiáticos, el 0% eran isleños del Pacífico, el 0.33% eran de otras razas y el 1.78% pertenecían a dos o más razas. Del total de la población el 2.45% eran hispanos o latinos de cualquier raza.